# Коннолли-Бернем, Луиза
Луиза Коннолли-Бернхем (англ. Louisa Connolly-Burnham) — британская актриса, которая известна по роли Уиллоу Дженкс в телесериале «Обитель Анубиса», а также по роли Шеннон Келли в телесериале «Из рода волков»

## Биография
Луиза Коннолли-Бернхэм родилась в Солихалле, Уэст-Мидлендс, и выросла в Бакингемшире вместе с двумя своими братьями. Она училась в средней школе Уикомба. Отец записал ее на субботние занятия в театральную школу Джеки Палмер. Она продолжила обучение в школе искусств «Тринг-Парк», где также получила и музыкальное образование. В 2009 году Луиза выиграла диплом за классическое исполнение песен. Лу училась в музыкальной школе 8 лет, также она брала уроки танцев. Коннолли-Бернхэм — представительница агентства «Jackie Palmer» и считается одной из лучших артисток в университете. Снялась в 3 сезоне сериала «Обитель Анубиса», в роли Уиллоу Джэнкс.

## Фильмография
| Год       |   | Русское название    | Оригинальное название        | Роль            |
| --------- | - | ------------------- | ---------------------------- | --------------- |
| 2007      | ф | Спускаясь с горы    | Coming Down the Mountain     | Девочка в школе |
| 2011      | с | Хлопушки            | Little Crackers              | Сьюзан Батлер   |
| 2012—2014 | с | Из рода волков      | Wolfblood                    | Шеннон          |
| 2013      | с | Обитель Анубиса     | House of Anubis              | Уиллоу Дженкс   |
| 2015      | ф | Под Водой           | Beneath Water                | Неизвестна      |
| 2015      | ф | Время Покажет       | Time Will Tell               | Ким             |
| 2015      | ф | Всю ночь напролет   | Up All Night                 | Клара           |
| 2018      | ф | Морской пехотинец 6 | The Marine 6: Close Quarters | Сара Диллон     |
| 2022      | с | Академия вампиров   | Vampire Academy              | Сильвер         |